# Marcali
Marcali (németül: Martzal, horvátul: Marcalin) város Somogy vármegyében, a Marcali járás székhelye, népessége alapján Kaposvár és Siófok után a vármegye harmadik legnagyobb települése.

## Fekvése
A Balatontól 14 kilométerre délre, a 68-as főút és a 37-es számú Somogyszob–Balatonszentgyörgy vasúti szárnyvonal mellett fekszik. (A vonalon 2009. december 13-án megszűnt a személyforgalom.)
2014 decembere előtt a 68-as főút keresztülhaladt a belvároson, azóta azonban Bize városrész kivételével a főút keletről elkerüli a lakott területeket; a városon átvezető régi nyomvonal attól fogva 682-es számmal számozódik, másodrendű főútként.
Keletről, Lengyeltóti vonzáskörzete irányából (Öreglak-Nikla felől) a 6704-es út vezet a városba, Nagykanizsa vonzáskörzete (Zalakomár és Galambok) felé a 6805-ös út indul innen, nyugati szomszédja, Somogysámson pedig (a városhoz csatolt, egykor önálló Horvátkút érintésével) a 6818-as úton érhető el.
Az autóbusz-állomás a Sport utca és a Petőfi utca kereszteződésében, a bezárt vasútállomás mellett található.
A település szőlő- és borgazdasági szempontból a Balatonboglári borvidék részét képezi.

## Története
Marcali a Péc nemzetségből származó Marczali család ősi birtoka volt. Nevét egy 1274-ben kelt latin nyelvű oklevél említi először, az 1332–1337 közötti pápai tizedjegyzék pedig már egyházas helyként.
Marcalit Zsigmond király 1411-ben királyi adományként Marcali Miklósnak és Dénesnek adta a várost, míg Békefi Remig és Csánki Dezső az adományozás idejét 1410-re teszik. A királyi adományozás azonban nemcsak e két férfi részére történt, rajtuk kívül János fia György, István fia Miklós és Péter fia László is az adományozottak sorába tartozott, de mellettük még – a Marczaliakkal lefolytatott pereskedést követően – az apátságnak is maradtak itt földesúri jogai.
1455-ben az oklevelek már említették Szent Aniamus tiszteletére szentelt plébániatemplomát, valamint a város mellett Szent Domonkos tiszteletére emelt pálos kolostorát is.
A település 1448-ban már városi kiváltságokkal is rendelkezett, majd miután Marczali László elhunyt, 1488 után Marcali a Báthori-család birtokába került. 1494-ben pedig a fennmaradt oklevelek már iskolájáról is megemlékeztek.
A török hódoltság idején járási székhely volt, de az itteni erősséget a törököknek csak 1566, Szigetvár eleste után sikerült elfoglalniuk. Az 1563-ból fennmaradt török kincstári adólajstrom 35 házat sorol itt fel, majd az 1573–1574. évi fejadólajstromból már ismertek a város következő részei is, amelyben már szerepel az itt található lakóházak száma is: „Újfalu 33 ház, Felső-utcza vagy Benács-utcza 18 ház, Alsó-utcza 19 ház, Felső-utcza 5 ház. Eresznek (Érsek-utca) 10 ház.”
Az 1598–99-es magyar királyi adólajstrom pedig Marcali már Babócsa várának tartozékaként említi, majd 1626–27-ben pedig már új tulajdonosa is volt, ekkor már mint Nádasdy Pál birtokát említették.
1660-ban a pannonhalmi főapátsági tizedváltságjegyzék Marcalit mint Szent-György várának tartozékát említette.
1677-ben Széchenyi György kalocsai érsek nyerte adományba a királytól, 1715–1733 között gróf Széchenyi Zsigmond birtoka lett.
A tapsonyi vármegyeháza leégése után, 1734 és 1749 között Somogy vármegye székhelye.
1772. augusztus 24-én országos, 1820. április 28-án pedig hetivásárok tartására is szabadalmat nyert.

Első gyógyszertárát 1797-ben alapította meg dulici Duliczky János (1769–1823) gyógyszerész, a „Szentháromság” néven. Duliczky János az önzetlen bőkező hírneve volt ismert: 

„azon nemes cselekedetét, mely szerint, már egy ízben az említett (Somogy) Vármegyében és Helységben fekvő, ’s betegeskedő katonaság számára meg kivántató minden Orvossagot, a’ maga Patikájából csupa felebaráti szeretettöl indíttatván ingyen adott, mod ujjonnan az által tetézte, hogy az említett N. Vármegyében helyheztetett Somogyvár Helyscgbeli lakosoknak , hafonlóképppen minden meg kivántató Orvodágot, csupa hazafiúi buzgóságból, ’s a’nyomorultakon való fzives szánakozásból pénznélküi szolgáltatott”

 Halála után, 1825-ben veje, nemeskéri Kiss Gábor (1794–1863) gyógyszerész vette át a vezetését. Dulici Duliczky Franciska (1809–1888) férje vezette a gyógyszertárt egészen 1863-ig, amikor gyermekük, nemeskéri Kiss István (1833–1884) gyógyszerész lett az új tulajdonosa. Kiss István viszont 1873-ban eladta Kőrös Viktornak, majd létrehozta a nemesvidi „Megváltó” nevű gyógyszertárat.
Az 1848–49-es szabadságharc és jobbágyfelszabadítás idején a település kétnyelvű lakossága egy szívvel állt a Noszlopy Gáspár vezette honvédcsapat soraiba.
1861. október 20-án egy nagy tűzvészben a település kétharmad része leégett, 1902-ben pedig egy újabb tűzvészben egy egész puszta hamvadt el, 42 épülettel.
A 20. század elején Somogy vármegye Marcali járásához tartozott.
1910-ben 4588 lakosából 4559 magyar volt. Ebből 4127 római katolikus, 54 református, 379 izraelita. A Tanácsköztársaság ideje alatt a forradalom szervezésének egyik központja volt, annak bukása után 1919. augusztusában Prónay Pál különítményesei a kommunista terrorcsapatok kegyetlenkedéseire válaszul megtorlást hajtottak végre, és a már korábban börtönbe vetett foglyok közül többet halálra kínoztak.
1926-ban hozzácsatolták a szomszédos Nagygomba községet.
A második világháború után megindult fejlődés tette lehetővé, hogy évszázadokkal ezelőtti kiváltságait visszaszerezze. 1977-ben ismét városi rangot kapott, ekkor csatolták hozzá a szomszédos Bize, Boronka és Horvátkút községeket is.
A település falain belül országos hírű tudósok, alkotóművészek születtek és dolgoztak. Többek között Marczali Henrik, Lengyel József író, Bernáth Aurél festő, Drávecz László.
Marcali egykor katonaváros volt. Két laktanyával is büszkélkedhetett. A belső Hunyadi János Laktanya, illetve a külső Petőfi Sándor Laktanya. A marcali belső laktanya építése 1949-ben kezdődött és 1951 augusztusában került átadásra. 11 hektáron terült el a település központjában, és 1990-ben zárták be. A helyén jelenleg üzletek, lakóépületek és piac találhatók, a volt tiszti étkezdében működik a Helyőrségi Klub.
1950-ben kezdték el a külső laktanya építését, amelybe egy év múltán költöztek az első katonai alakulatok. A laktanya 1980-ban közel 38 hektáron terült el, 1500 fő sorállomány befogadóképességgel. Az utolsó katonai szervezet 2001. március 31-én költözött ki a laktanyából. Ezzel a dátummal szűnt meg a Honvédség az egykori helyőrségben.
A várost érintő Somogyszob–Balatonszentgyörgy-vasútvonalon 2009. december 12-én közlekedett utoljára személyvonat.
2014. december 29-én adták át a 68-as főút várost keletről elkerülő új, 8 kilométer hosszú, 2×1 sávos szakaszát.

## Közélete

### Polgármesterei
- 1990–1994: Dr. Sütő László (MSZP-SZDSZ)[8]
- 1994–1998: Dr. Sütő László (MSZP-SZDSZ)[9]
- 1998–2002: Dr. Sütő László (MSZP-Marcaliért)[10]
- 2002–2006: Dr. Sütő László (MSZP-SZDSZ)[11]
- 2006–2010: Dr. Sütő László (MSZP)[12]
- 2010–2014: Dr. Sütő László (Marcali az Otthonunk Egyesület)[13]
- 2014–2019: Dr. Sütő László (Marcali az Otthonunk Egyesület)[14]
- 2019–2024: Dr. Sütő László (Marcali az Otthonunk Egyesület)[15]
- 2024– : Bereczk Balázs (Marcali az Otthonunk Egyesület)[1]

## Népesség
A település népességének változása:
| Lakosok száma | 11 733 | 11 697 | 11 169 | 11 132 | 10 818 | 10 700 | 10 502 |
|               | 2013   | 2014   | 2018   | 2021   | 2022   | 2023   | 2024   |

A 2011-es népszámlálás során a lakosok 87,1%-a magyarnak, 3,4% cigánynak, 1,1% németnek, 2% románnak, 0,1% horvátnak, 0,1% szerbnek, 0,1% ukránnak mondta magát (12,6% nem nyilatkozott; a kettős identitások miatt a végösszeg nagyobb lehet 100%-nál). A vallási megoszlás a következő volt: római katolikus 59,4%, református 2,5%, evangélikus 0,6%, felekezeten kívüli 12,9% (23,6% nem nyilatkozott).
2022-ben a lakosság 89,4%-a vallotta magát magyarnak, 2,4% németnek, 1,6% cigánynak, 0,1-0,1% románnak, horvátnak, ukránnak és ruszinnak, 2,1% egyéb, nem hazai nemzetiségűnek (9,3% nem nyilatkozott; a kettős identitások miatt a végösszeg nagyobb lehet 100%-nál). Vallásuk szerint 43,9% volt római katolikus, 2,2% református, 0,5% evangélikus, 0,2% görög katolikus, 0,1% ortodox, 1,3% egyéb keresztény, 1,5% egyéb katolikus, 12,7% felekezeten kívüli (37,4% nem válaszolt).

## Nevezetességei
- Széchenyi-kastély (ma kórház)
- Római katolikus templom
- Bernáth Galéria
- Marcali Városi Gyógyfürdő és Szabadidőközpont
- Marcali Múzeum
- Marcali Városi Sportcsarnok Archiválva 2021. március 2-i dátummal a Wayback Machine-ben
- Berzsenyi Dániel Városi Könyvtár
- Marcali Járásbíróság
- Forgách pince

```
http://forgachpince.hu/
 
Archiválva
 
2021. január 25-i
 dátummal a 
Wayback Machine
-ben
```

- Turistaútvonalak: Zuhogó, Boronka-melléki Tájvédelmi Körzet.

https://turistautak.openstreetmap.hu/turut-5732832
https://www.ddnp.hu/termeszetvedelem/vedett_termeszeti_teruletek/boronka-melleki_tajvedelmi_korzet
- Marcali hát és borvidék

http://vinopedia.hu/del-balatoni-borvidek
- Boronkai-víztározó

## Rendezvények
- Minden év februárjában rendezik meg a Borforraló Fesztivált.[18]

## Média
- Tavi TV
- Marcali Portál
- maplusz.hu ( Online portál )

### Megszűnt médiumok
- Marcali Városi Televízió (1989-2011)[19]
- N-Joy Rádió - Marcali, FM 88,0 MHz (2006-2013)
- Rádió Plusz - Marcali, FM 88,0 MHz (2021-2023)

## Rádiók
- Rádió 1
- Retro Rádió
- Petőfi Rádió
- Kossuth Rádió
- Bartók Rádió
- Dankó Rádió
- Best FM

## Sportélete

### Labdarúgás
Marcali sportegyesületei több sportágban is jól szerepeltek már régóta. A városban két futballcsapat is volt. A Marcali VFC, amely a város csapata, előzőleg Marcali Traktor SK, Marcali MEDOSZ, illetve Marcali Vörös Meteor néven is szerepelt, többek között az NB III-as és a megyei bajnokságban. Itt kezdte pályafutását a későbbi sokszoros újpesti válogatott, olimpiai bajnok Bene Ferenc is. A másik egyesület a helyi katonacsapat volt Latinka SE néven.

### A Marcali Városi Szabadidő Egyesület (Marcali VSZSE)
Az asztalitenisz-, a sakk- Archiválva 2016. május 3-i dátummal a Wayback Machine-ben, a kézilabda- Archiválva 2016. május 3-i dátummal a Wayback Machine-ben és a kosárlabda- Archiválva 2016. május 3-i dátummal a Wayback Machine-benszakosztályok is jelentősek még.
A Marcali Tenisz Club követi a régi hagyományokat. A Marcali VSZSE Tenisz Szakosztálya 2002-ben alakult.

### Kézilabda
A marcali női kézilabdacsapat 1993-ban alakult meg. Alapító elnöke Kiss László. 1999 és 2001 között a magyar kézilabda első osztályában (NB I) is szerepelt. Nevesebb játékosai: Utasi Ágota, Kévés Renáta, Balogh Beatrix.

## Híres emberek

### Itt születtek, itt éltek
- 1812. október 24-én Tóth Ágoston Rafael honvéd ezredes, térképész, az MTA levelező tagja
- 1857. február 26-án Kozma Ferenc költő
- 1861. január 12-én Kozma Andor költő
- 1895. november 13-án Bernáth Aurél festőművész
- 1896. augusztus 4-én Lengyel József József Attila-díjas (1957) és Kossuth-díjas (1963) író, költő

- 1931. május 29.-én itt született Bencsik István Kossuth-díjas magyar szobrászművész.

- Gál József tanár, helytörténész, író, múzeumigazgató itt élt Marcaliban.
- (még Boronkán) 1937. augusztus 5-én Bencze József költő
- 1953. december 22-én Udvarias Katalin színésznő
- 1961. január 30-án Mátrai Tamás színész
- 1962. július 6-án Vass Márta Európa-bajnok ultramaratoni futó
- 1963. július 16-án Magyar Tibor festő, képzőművész
- 1976. május 4-én Milinte Árpád (labdarúgókapus)
- 1992. február 25-én Szvoboda Bence motokrosszversenyző

### Itt halt meg
- 1919. augusztus 28-án Simon József (1892–1919) római katolikus papot (káplánt) a Tanácsköztársaság alatt kifejtett (annak céljait legalább részben támogató) tevékenysége miatt a helyi járásbíróság épületében kínozta halálra Prónay Pál különítménye
- 1919. augusztus 28-án Bereczk Károly pártmunkás, szakszervezeti vezető.

### Itt élt, illetve él
- Bene Ferenc (labdarúgó) 76-szoros válogatott, olimpiai bajnok (1944–2006)
- Gájer Bálint énekes
- Dr. Gál József tanár
- Ihász-Kovács Éva költő, író, a Magyar Kultúra Lovagja (1930–2013)
- Kandler László cukrász
- Drávecz László történész
- Ihász-Kovács Éva költő, író, a Magyar Kultúra Lovagja
- Tüttő József festőművész

## Testvérvárosai
- Künzelsau, Németország
- Maroshévíz, Románia
- Medulin, Horvátország
- Morrovalle, Olaszország

## A település az irodalomban
- Érintőlegesen szerepel a város Bödőcs Tibor humorista első regényében, a zalai vidéki helyszínek sokaságát felvillantó Meg se kínáltak című kötetben (a 22. fejezetben).

## Képtár

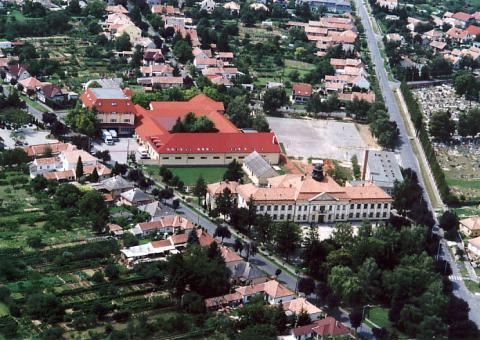
A Noszlopy Gáspár Általános Iskola légifotón
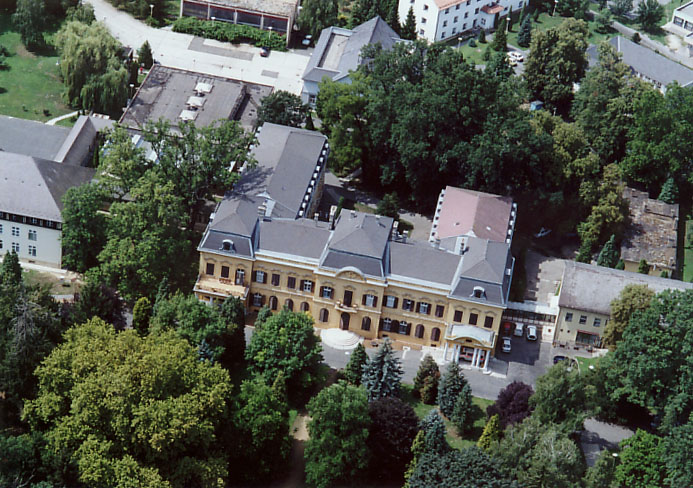
A kastély légifotója
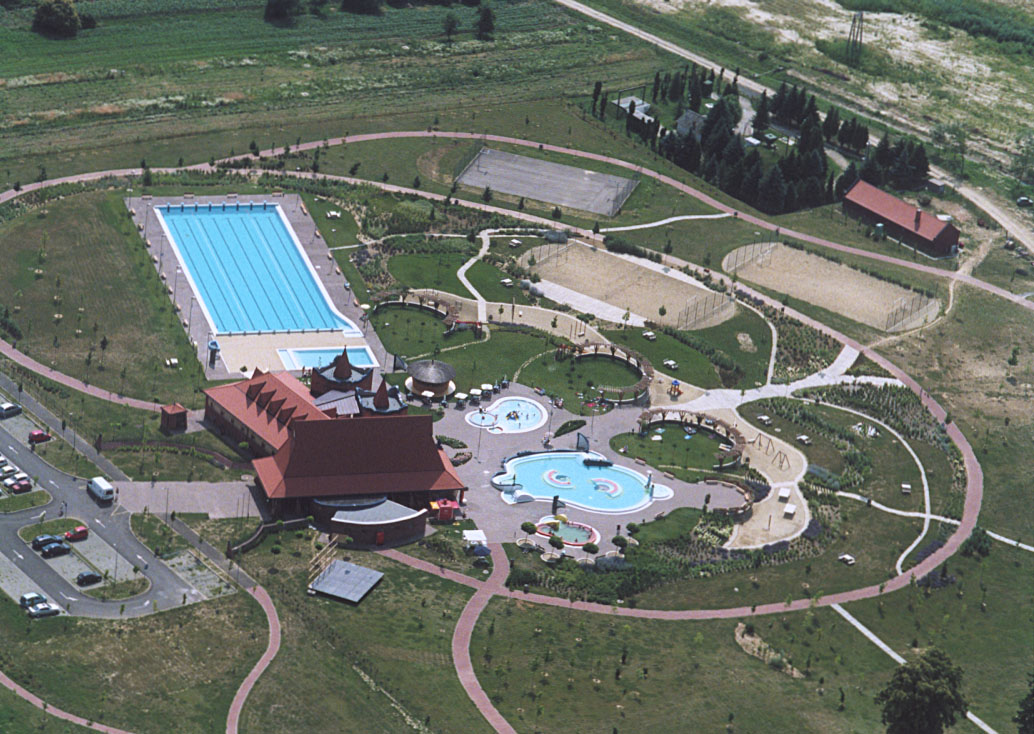
Az épülő Marcali Városi Gyógyfürdő és Szabadidőközpont